# Bubnivka, Volociîsk
Bubnivka (în ucraineană Бубнівка) este localitatea de reședință a comunei Bubnivka din raionul Volociîsk, regiunea Hmelnîțkîi, Ucraina.

## Demografie
Componența lingvistică a localității Bubnivka
     Ucraineană (96,91%)
     Rusă (2,91%)
     Alte limbi (0,09%)
Conform recensământului din 2001, majoritatea populației localității Bubnivka era vorbitoare de ucraineană (96,91%), existând în minoritate și vorbitori de rusă (2,91%).